# Kisii (hạt)
Hạt Kisii là một hạt thuộc tỉnh Nyanza ở Kenya. Theo điều tra dân số ngày 24 tháng 8 năm 1999, hạt này có dân số 491786 người. Hạt Kisii có diện tích 649 km². Hạt lỵ đóng tại Kisii.